# HD 119921
HD 119921，又名CD-35 8995，SAO 204835、HR 5174，是一颗恒星，视星等为5.15，位于銀經315.28，銀緯25.29，其B1900.0坐标为赤經13h 41m 6.5s，赤緯-35° 25.29′ 4″。